# Kori Carterová
Kori Carterová, nepřechýleně Kori Carter (* 3. června 1992 Claremont) je americká atletka. Je mistryní světa (2017) na čtvrtce s překážkami. Promovala na Stanfordově univerzitě.

## Sportovní kariéra
V roce 2009 se stala vicemistryní světa v běhu na 100 metrů překážek na mistrovství světa do 17 let. Při startu na mistrovství světa v Pekingu v roce 2015 nedokončila semifinále běhu na 400 metrů překážek. V srpnu 2017 se v Londýně na této trati stala mistryní světa.

## Osobní rekordy
- 100 m přek. – 12,76 s – 2013
- 400 m přek. – 52,95 s – 2017